# Ramon Manuel Yepes Penagos
Ramon Manuel Yepes Penagos (vulgo El Negro ou El Flaco) é um narcotraficante colombiano.
Em seu país foi condenado por lavagem de dinheiro, formação de quadrilha, homicídio e tráfico de drogas. Nos Estados Unidos, Alemanha e Espanha possui processos por tráfico internacional de drogas e assassinato.
Fugiu da Espanha em 2001. Preso no Brasil, utilizou diversos nomes falsos e foi confundido com o também traficante Carlos Ruiz Santamaría.
No Brasil era responsável pelo dinheiro de Juan Carlos Ramírez Abadía desde sua prisão. Também pertencia ao Cartel do Vale do Norte.